# خوسه آلبارس د بوئورکس
خوسه آلبارس د بوئورکس (اسپانیایی: José Álvarez de Bohórquez‎; ۲۳ مارس ۱۸۹۵ – ۲۷ فوریهٔ ۱۹۹۳) سوارکار اهل اسپانیا بود.